# Conus babaensis
Conus babaensis – gatunek ślimaka z rodziny stożków (Conidae). Występuje endemicznie u wybrzeży Angoli.

## Taksonomia
Gatunek opisali po raz pierwszy Emilio Rolán i Dieter Röckel w roku 2001. Nazwa gatunkowa pochodzi od miejsca zebrania holotypu (Baía do Baba).

## Charakterystyka muszli
Muszla holotypu ma 25,8 mm długości i 15,7 mm szerokości. Ogólnie długość muszli wynosi 17–32 mm. Ostatni skręt ma kształt od wybrzuszonego stożka do szerokiego owalu. Otwór muszli znacznie szerszy u nasady niż w miejscu łączenia ostatniego skrętu ze skrętką. Kolor tła biały. Na ostatnim skręcie dwa szerokie, jasnobrązowe pasy, biegnące spiralnie, podobnie jak i jeden biały pas. Na polach jasnobrązowych występują niekiedy ciemniejsze brązowe pasy. Skrętka biała z brązowymi liniami wzdłuż szwów. Otwór ujścia biały.

## Zasięg występowania
C. babaensis występuje endemicznie na wybrzeżach południowej Angoli, od Baia do Bapa do Baia das Pipas. Daje to około 30 km linii brzegowej. Spotykany na głębokości 1–3 m pod skałami i w piasku.